# 山田一喜
山田 一喜（やまだ ひとつき）は、日本の漫画家。主に小学館で活動している。

## 人物
作品の傾向として企画作品が多く、取材担当者や原作がつくことが多い。

## 漫画

### 連載
- G（『週刊少年サンデー超』2010年11月号[1] - 2013年2月号、全5巻）
- ワルドル（シナリオ協力：赤松義正、『週刊少年サンデーS』2015年3月号[2] - 2016年4月号、全3巻）

### 読み切り
- 正偽の見方（『少年サンデー特別増刊R』2002年11月7日号）
- ローリングマン（『週刊少年サンデー超』2003年11月25日号）
- Goal-den King（『週刊少年サンデー超』2005年1月25日号）
- 山本"KID"徳郁物語 〜神の子に与えられた試練〜（『週刊少年サンデー』2005年53号）
- 僕らのホームラン（原案：伊丹由宇、『少年サンデー野球増刊SCUD』2007年8月10日号）
- 週刊少年サンデー創刊物語 〜夢のはじまり〜（取材・脚本：浜中明 取材協力：藤子不二雄Ⓐ、豊田亀市、『週刊少年サンデー』2009年14号[3]）
- ケイガク 〜みらいみなと警察学校〜（原作：サーフ・赤土、『週刊少年サンデー』2010年35号）
- エデン（原作：Netflix、『別冊コロコロコミックSpecial6月号 ミラコログランプリ春』2021年[4]）

### 単行本書き下ろし
- 路傍の石（原作：山本有三、まんが学術文庫、2018年12月11日、全2巻）
- 漫画版 人は見た目が9割（原作：竹内一郎、講談社単行本、2019年9月26日）
- 目羅博士の不思議な犯罪（江戸川乱歩原案、上野顕太郎原作、山田一喜漫画、春陽堂コミックス、2023/12/11）

## イラスト
- 三銃士（10歳までに読みたい世界名作 22巻、2016年2月9日発売、著：アレクサンドル・デュマ、翻訳：岡田好惠 、監修：横山洋子）
- 歴史人物ドラマ 西郷隆盛（青い鳥文庫、2017年11月10日発売、著：小沢章友）
- 戦国武将物語 伊達政宗 奥羽の王、独眼竜（青い鳥文庫、2018年10月11日発売、著：小沢章友）
- 弱肉強食オンライン（青い鳥文庫、2021年11月10日 - 2023年1月26日、著：しもっち、全3巻（3巻は電子書籍限定））